# Goleszów (gmina)
La gmina de Goleszów est une commune rurale de la voïvodie de Silésie et du powiat de Cieszyn. Elle s'étend sur 65,89 km2 et comptait 12 234 habitants en 2006. Son siège est le village de Goleszów.

## Géographie
La gmina comprend les localités de Bażanowice, Cisownica, Dzięgielów, Godziszów, Kisielów, Kozakowice, Leszna Górna et Puńców.
La gmina de Goleszów est voisine des gminy de Cieszyn, Dębowiec, Skoczów et Ustroń. Elle est également voisine de la République tchèque.